# Austrolycopodium assurgens
Austrolycopodium assurgens är en lummerväxtart som först beskrevs av Fée, och fick sitt nu gällande namn av Josef Holub. Austrolycopodium assurgens ingår i släktet Austrolycopodium och familjen lummerväxter. Inga underarter finns listade i Catalogue of Life.